# Стайнхер
Стайнхяр (на норвежки: Steinkjer, изговаря се по-близко до Стайнхьер) е град и община в централната част на Норвегия. Разположен е на северния бряг на фиорда Тронхеймсфьор на Норвежко море във фюлке Нор Трьонелаг. Намира се на около 460 km на север от столицата Осло. Има малко пристанище и жп гара. Известен е със своя ежегоден летен фестивал на рок музиката. Има университет по лесовъдство. Население 20 672 жители според данни от преброяването през 2008 г.